# The Ultimate Gift
The Ultimate Gift é um filme americano de 2006 baseado no livro de Jim Stovall. Foi lançado em 9 de março de 2007.

## Sinopse
O bilionário avô de Jason Stevens, Izzie Stevens havia morrido. Jason achava que não receberia herança, porque pensava que seu pai tinha morrido por causa do avô, e por isso o odiava. Mas nada foi como ele imaginava, Red, de uma forma bem inusitada, deixou para Jason um total de 12 tarefas a cumprir no decorrer de um ano. Jason tinha que cumprir todas as tarefas e ir ganhando presentes que não tinham nenhuma relação com ganhar dinheiro afim de talvez receber "o presente supremo" ao final de cada tarefa. Durante a realização dessas tarefas, Jason conheceu a pequena Emily, que iria mudar sua vida para sempre.

## Os 12 presentes
- O Presente do Trabalho
- O Presente do Dinheiro
- O Presente da Amizade
- O Presente da Aprendizagem
- O Presente dos Problemas
- O Presente da Família
- O Presente de Sorrir
- O Presente de Sonhar
- O Presente de Oferecer
- O Presente da Gratidão
- O Presente do Dia Perfeito
- O Presente do Amor

## Elenco
- James Garner - Red Stevens
- Drew Fuller - Jason Stevens
- Bill Cobbs - Hamilton
- Abigail Breslin - Emily
- Ali Hillis - Alexia
- Lee Meriwether - Miss Hastings
- Brian Dennehy - Gus
- Mircea Monroe - Caitlin
- Donna Cherry - Sarah Stevens
- D. David Morin - Jack Stephens

O filme é produzido por Jim Van Eerden e Rick Eldridge, dirigido por Michael O. Sajbel e escrito por Cheryl McKay.

## Ligações Externas
- The Ultimate Gift. no IMDb.